# 浜田川 (千葉県)

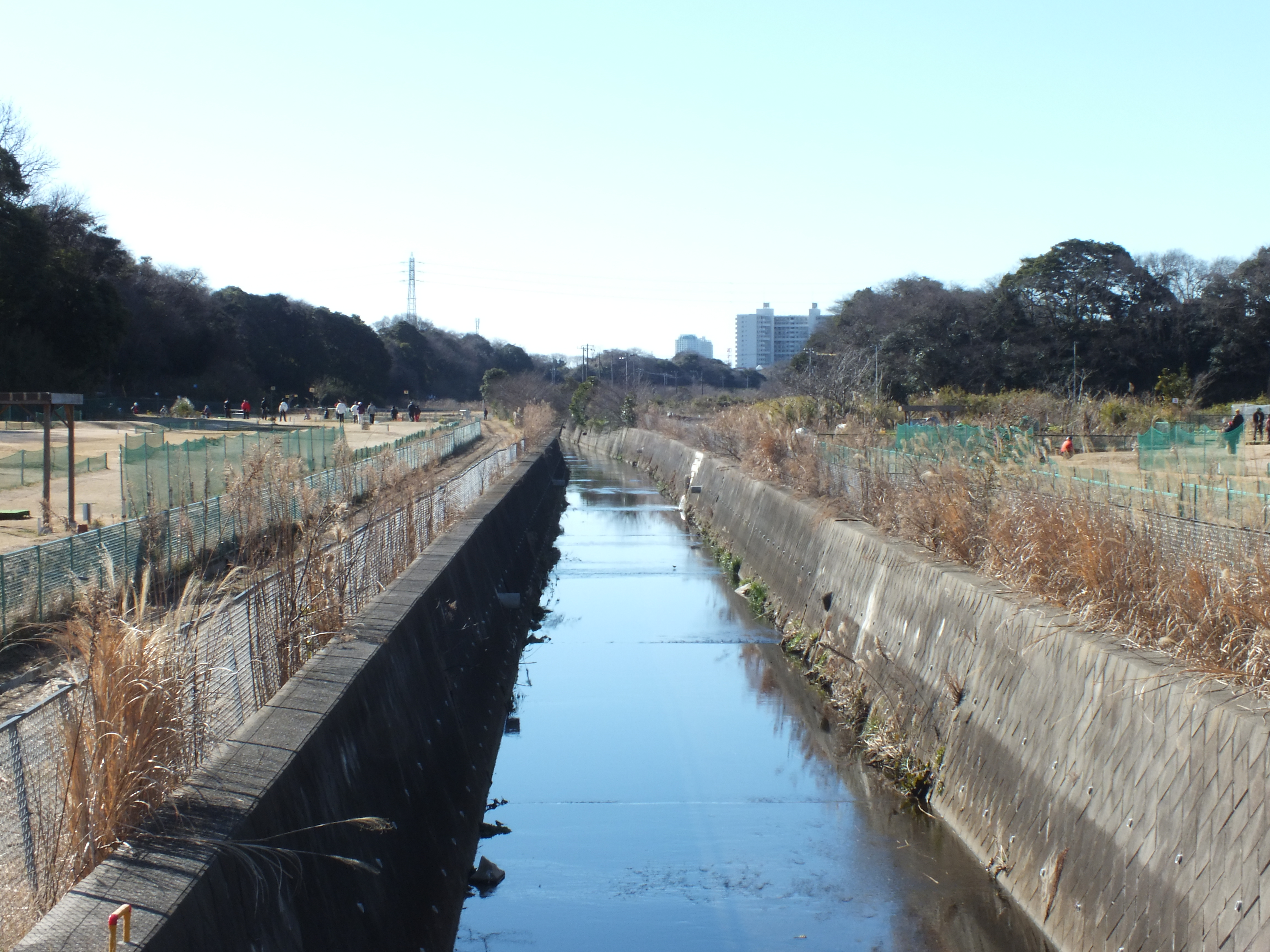
上流部（実籾高校付近より下流方向）

浜田川（はまだがわ）は、千葉県を流れる二級河川。浜田川水系の本流である。

## 地理
千葉県習志野市の船橋市との境界、実籾6丁目付近の傾斜面湧水に源を発し南へ流れる。源流付近は大部分が暗渠化されており、入り組んだ地形に住宅街が並んでいる。水質が良好なため開渠部にはコイ等が放流されている。京成本線を通り過ぎた流域には実籾本郷公園（親水公園）が整備されており、江戸時代中期に建てられた旧鴇田家住宅が2000年（平成12年）に移設・一般公開され、また春には植栽された桜が見所になるなど、市民の憩いの場である。
千葉県立実籾高等学校を過ぎると地上に出て、沿道が設けられた田園地帯を流れる。千葉市花見川区に入り、京葉道路の下を通過すると支流と合流する。この支流の源流部は習志野市大久保付近に位置するが、「大久保」という地名はこの源流部の窪地に由来するという説がある。浜田川は総武線・京成千葉線の手前で地下に入り、幕張町1丁目付近で地上に出る。
その後は千葉市美浜区になり、幕張新都心の西部を流れる。東関東自動車道・国道357号や京葉線の下を流れ、幕張メッセ、千葉マリンスタジアムなどの施設を東へ臨み東京湾に注ぐ。両岸には遊歩道（浜田川緑地）が整備され、また国道14号より下流側2.16kmが二級河川に指定されている。

### 浜田川横水路
国道14号と東関東道及び国道357号の中間に、浜田川から東西に伸びる水路がある。現在西側は習志野市境までの約1.2km、東側は幕張舟溜跡公園までの約0.6kmで、後者は美浜区・花見川区境でもある。これは千葉県による東京湾岸埋立事業の際に漁船の通り道ないし下水排出先として残されたもの。かつては習志野市内の菊田川まで接続していたが、悪臭が酷かったことや南北分断解消目的で周辺市民からは水路埋め立ての上緑地化する要望が出ていたことから、習志野市内の一部は袖ヶ浦東近隣公園として埋め立てられている(菊田川横水路側に手動の水門があり浜田川と一応用水路で繋がってはいる)。千葉市内も検討がなされてきたが、下水道整備等により悪臭が改善されて以降は幕張西地区からの要望を受け、横断橋設置を目指す方針に変えている。なお東側は若葉緑道として沿道が整備されている。
この浜田川横水路は公有水面のため国有であり、管理は千葉県が港湾管理者という形で行っている。それゆえ埋め立てが進まなかった経緯もあり、横断橋設置を進めるべくこれを千葉市の所管に移すことが課題になっている。

## 治水
かつては習志野市内の急激な都市化進行に合わせ、水田を埋め立てて宅地や施設領域を確保していた。そのため降水時に幕張地区流域の水田で農業用水路が氾濫し冠水する被害も出ていた。この時千葉市からの要望もあり1976年（昭和51年）に貯水量5,359トンの調整池を設置した（屋敷遊水池）。その後1997年（平成9年）には千葉市域の下水道整備が済み調整池としての役割を終えたため、1998年に造成を行い親水公園化した。これが今の屋敷近隣公園である。
一方源流部は宅地化により地盤沈下が進み、特に習志野市実籾及び船橋市三山付近では道路の冠水や床上浸水が降雨ごとに発生した。にもかかわらず流域ではマンション建設計画が俎上に上がるのみで、長期間降雨対策がなされていなかった。陳情の末習志野市側より浜田川雨水幹線の下水道整備が進み、下流部は1992年（平成4年）度に完成。それに次いで上流部（船橋市内）は1997年（平成9年）度に完成した。また支流域の習志野市本大久保・屋敷地区でも屋敷1号雨水幹線（当時は浜田川都市下水路大久保支線）として同時並行で整備が行われ、現在は水害が減少している。

## 主な橋
- 上八坂橋
- 中八坂橋
- 下八坂橋 - 千葉県道57号千葉鎌ヶ谷松戸線
- 浜田橋 - 国道14号（千葉街道）
- 若浜橋
- 浜田川橋 - 国道357号（湾岸道路）・東関東自動車道
- 中浜橋 - センターストリート
- JR京葉線橋梁
- 平成橋 - メッセ大通り
- メッセ大橋 - 海浜大通り

## 参考資料
- 習志野市議会会議録　平成8年9月定例会第3回（9月11日）
- 習志野市議会会議録　平成8年12月定例会第4回（12月11日）
- 習志野市議会会議録　平成13年6月定例会第2回（6月15日）
- 船橋市議会平成8年第3回船橋市議会定例会会議録（第6号・4）